# マミーブラウン

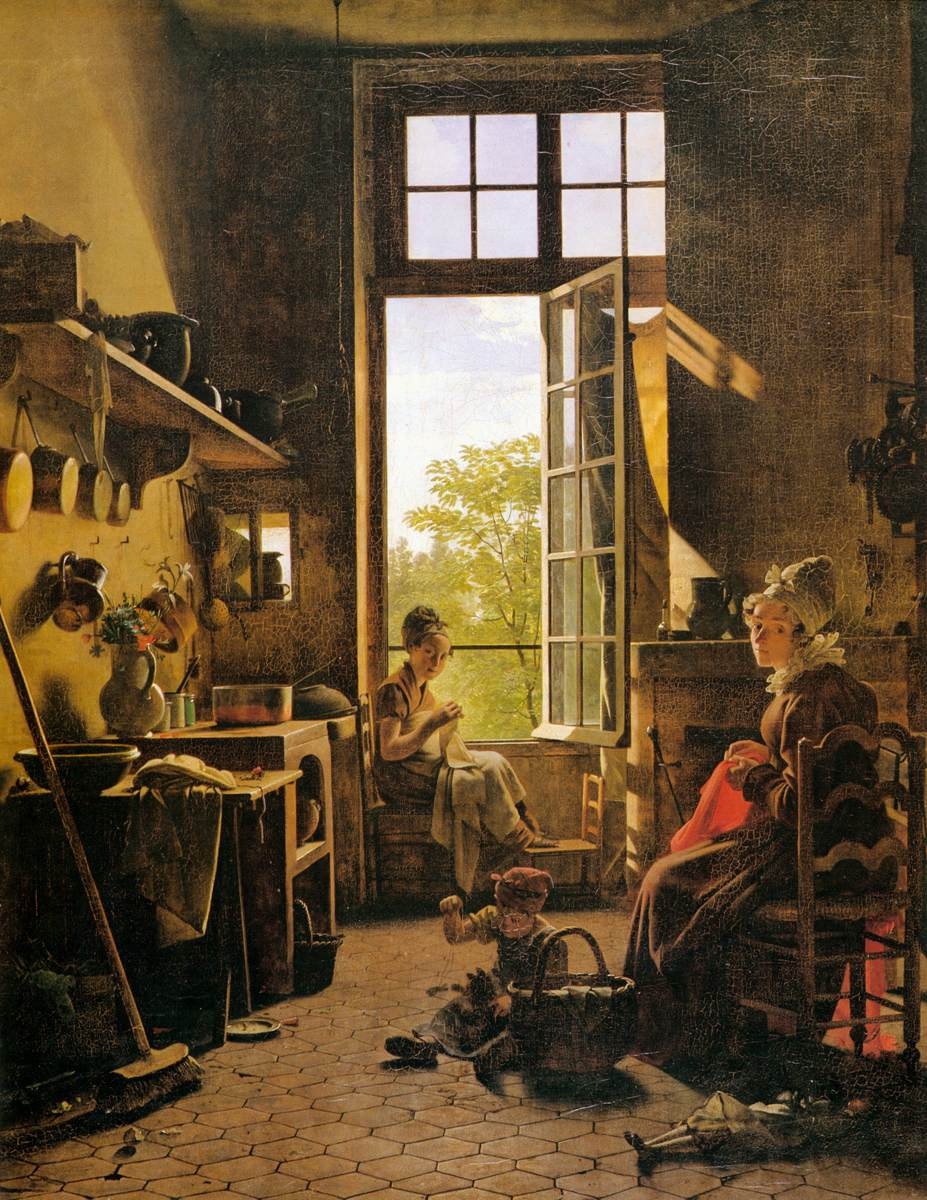
マルタン・ドロリングの『台所の情景』。広範囲にマミーブラウンが用いられている。

マミーブラウン(英語: Mummy brown)はバーントアンバーとローアンバーの中間色にあたる、アスファルト質で濃い茶色の顔料である。ラファエル前派の画家が好んで使っていた絵具のひとつである。カプトモルトゥム(Caput Mortuum)、あるいはエジプシャンブラウン(Egyptian Brown)の名前でも知られている。

## 歴史
マミーブラウンは16世紀、17世紀ごろより、松脂、没薬とすり潰されたエジプト産のヒト、あるいはネコ科動物のミイラを原料として製造されはじめ、その透明度の高さからグレーズ画法、濃淡や陰影、明るい色調の描写に用いられた。マミーブラウンにはひび割れやすい性質があり、また成分や品質に大きなばらつきがあったほか、アンモニアや脂肪の微粒子が含まれていたために他に使われている絵具を変質させるおそれがあった。
19世紀、マミーブラウンの原材料が画家のあいだに知れ渡るようになると、この絵具の人気は下降した。ラファエル前派の画家であるエドワード・バーン＝ジョーンズはこの絵具の出自について真実を知ったのち、自分の持っていたマミーブラウンの絵具チューブを庭に厳かに埋葬したと伝えられている。1915年ごろのとあるロンドンの絵具業者は、エジプト産のミイラ1体で彼の顧客の需要20年分をまかなうことができたと語っている。20世紀に入り、利用可能なミイラの供給が尽きたことによって、しだいに伝統的な製法のマミーブラウンは作られなくなっていった。

## 現在
現在「マミーブラウン」の名前で販売されている顔料は、カオリン、石英、および針鉄鉱と赤鉄鉱を混合したものである。全体のおよそ60%をしめる針鉄鉱と赤鉄鉱がその色調を決定しており、赤鉄鉱を多く配合するほど赤みは強まる。その他の成分は不活性物質で、不透明度ないし着色力の調整のために用いられる。マミーブラウンの色調には黄色から赤、暗紫色など多様なものがあり、暗紫色のものは特に「マミーバイオレット」と呼ばれる。